# Efecte salí
L'efecte salí és l'alteració de les propietats termodinàmiques o cinètiques d'una dissolució electrolítica. Aquesta alteració és provocada en modificar-se el coeficient d'activitat dels ions de l'electròlit primari, a causa de la presència dels ions de l'electròlit secundari. L'efecte salí es detecta per l'augment de la solubilitat d'una sal poc o molt soluble; com més insoluble sigui la sal primària, més notable serà l'efecte salí. Si s'utilitza el sulfat de calci com a electròlit primari, el seu equilibri iònic és el següent: CaSO₄ (s) → Ca2+ (ac) + SO₄2- (ac)
És un equilibri heterogeni amb constant termodinàmica igual a: K= a(Ca2+,ac)sat* a(SO₄2-,ac)sat/ a(CaSO₄,s)

## Activitat de la sal sòdica
L'activitat de la sal sòdica de valor unitat és: KS = a [Ca(ac)]*a [SO₄(ac)] i és la denominada constant de solubilitat (KS) que només depèn de la temperatura.
D'altra banda, existeix el terme del producte de la solubilitat (PS) que és el producte de les concentracions dels ions presents a la dissolució saturada PS = [Ca2+ (ac)] * [SO₄2- (ac)]
Com més insoluble sigui la sal tant més s'assemblaran (KS) i (PS), ja que les activitats dels ions s'aniran aproximant progressivament a les concentracions. Així s'anomena SO la concentració de la sal dissolta quan la dissolució està saturada on podem afirmar que : [Ca2+ (ac)] sat = [SO₄2- (ac)] sat = SO o PS= SO* SO = SO₂ Així: KS = γ±2 S0₂ Com els coeficients d'activitat individuals dels ions, γ+ i γ- no poden ser determinats experimentalment, s'utilitza el coeficient d'activitat iònica mitjana, γ±, que sí que és una magnitud experimentalment accessible.

## Alteració de l'equilibri de la solubilitat
Podem alterar l'equilibri de la solubilitat mitjançant: 
- un canvi de temperatura
- un canvi de pressió
- un canvi de concentracions iòniques
- l'addició d'espècies inertes
- l'alteració del coeficient d'activitat iònic mitjà

La teoria de Debye-Hückel diu que permet predir la conducta de tots els electròlits
al límit d'alta dilució i ens facilita la interpretació dels resultats a concentracions no gaire elevades.
A= 0,509 per l'aigua a 298,15 K; {\displaystyle z_{+}} i {\displaystyle z_{-}} són els nombres de càrrega corresponents als ions procedents.
{\displaystyle I} és la força iònica el valor de la qual depèn de les concentracions, {\displaystyle c_{i}} ci, de tots els ions presents en la dissolució.
La teoria de Debye-Hückel, correcta al límit d'alta dilució, prediu que la presència d'un electròlit secundari modifica la força iònica de la dissolució i altera per tant el coeficient d'activitat de l'electròlit primari disminuint-lo.
S2= KS / γ±2 Per obtenir el valor de Ks a partir de mesures experimentals: s'extrapola els valors experimentals a regions d'alta dilució on I és zero i per tant, {\displaystyle \gamma _{\pm }} pren el valor d'un.